# Franz Löffler (Anthroposoph)

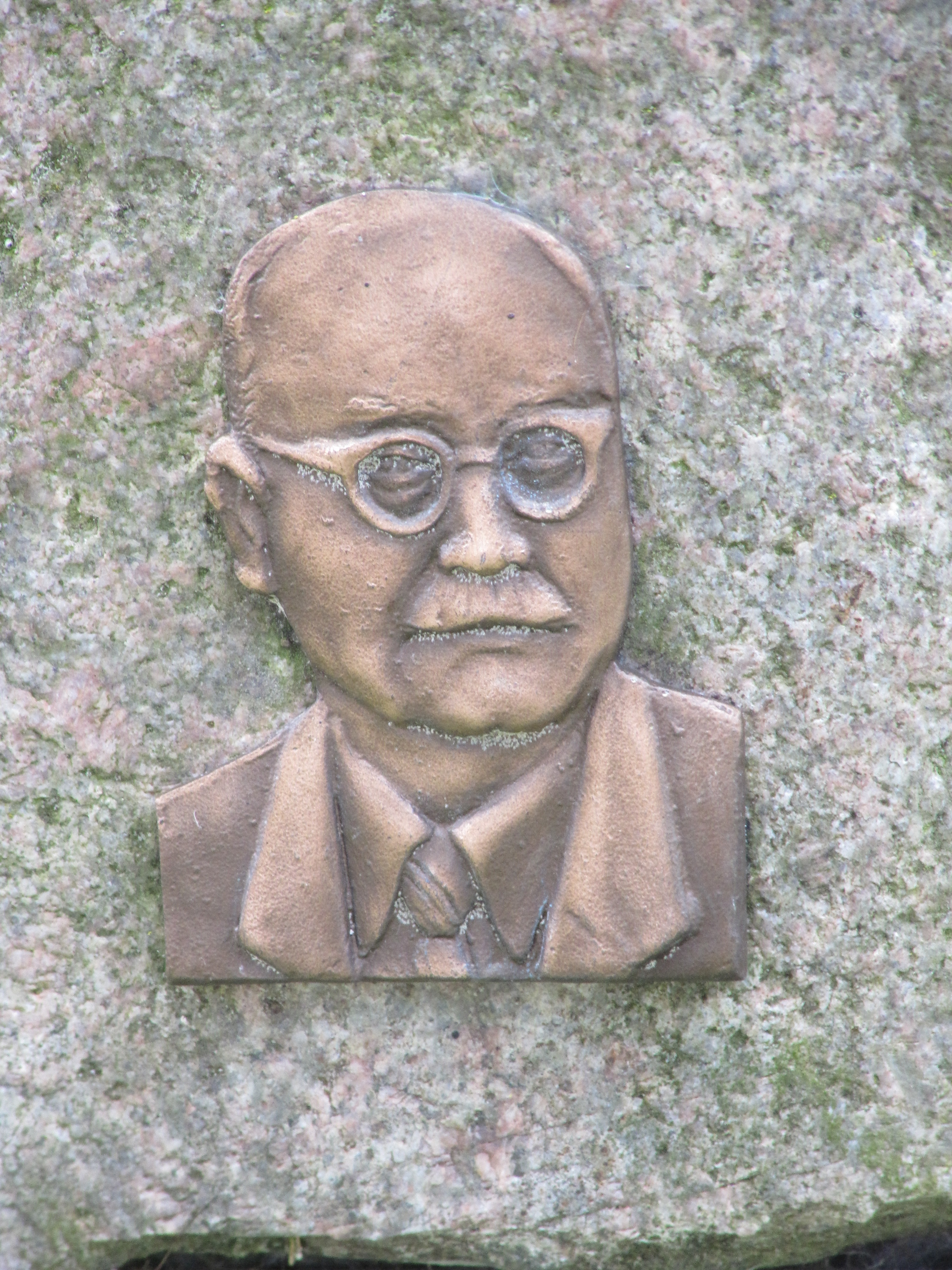
Franz Loeffler auf dem Gedenkstein in Gerswalde

Franz Löffler (* 22. November 1895 in Kreuzstätten; † 5. November 1956 in Arlesheim) war ein deutscher Heilpädagoge.
Franz Löffler entstammte einer begüterten Bauernfamilie im Banat. Er erhielt eine außergewöhnlich vielseitige Ausbildung auf dem Piaristen-Gymnasium von Temesvár. Danach begann er ein Studium der Malerei in Wien. Am Ersten Weltkrieg nahm er als Freiwilliger bei den  Honvéd-Husaren teil und geriet im Juli 1917 in russische Gefangenschaft. Löffler kam in ein Lager östlich des Baikalsees. Nach einem misslungenen Fluchtversuch wurde er schwer misshandelt. Nur durch das Eingreifen des „Engels von Sibirien“, Elsa Brändström, konnte er gerettet werden. Im März 1919 erlebte er auf dem Heimweg aus der Gefangenschaft in Moskau beim Ersten Kongress der Kommunistischen Internationale das Auftreten Lenins.
Nach der Rückkehr in seine Heimat wurde Löffler vom neuen rumänischen Regime aus politischen Gründen ausgewiesen. Er ging nach Jena und studierte dort Philosophie, Pädagogik und Psychologie. Dort kommt er in Kontakt zu Johannes Trüper, Ernst Lehrs und anderen anthroposophisch orientierten Leuten.
Dann reiste er für einige Zeit nach Stuttgart, um die dortige Waldorfschule zu besuchen. Hier traf Löffler auf Karl Schubert, Caroline von Heydebrand, Eugen Kolisko und Herbert Hahn. Wahrscheinlich lernte er hier auch Rudolf Steiner kennen und wurde dessen Schüler. Im November 1923 begann Löffler an der heilpädagogischen Anstalt „Sophienhöhe“ bei Jena seine Tätigkeit als Werklehrer und Erzieher. Hier lernte er die Tochter Änne des Leiters der Anstalt Johannes Trüper kennen und heiratete sie im Frühjahr 1925.
Zusammen mit Siegfried Pickert und Albrecht Strohschein begründete Löffler 1924 das Haus „Lauenstein“ mit neun Pfleglingen. 1929 ging er mit seiner Kindergruppe nach Gerswalde in der Uckermark auf das ehemalige Gut der Familie von Arnim. Nach 1945 wurde das heilpädagogische Heim als achtklassige Waldorfschule, allerdings nicht unter Verwendung dieses Namens, weiter geführt. Im Herbst 1950 wurde die Schule vom Staat aufgelöst. Löffler wurde für zehn Wochen inhaftiert.
Danach begründete er mit seinem Schwiegersohn Hermann Girke, der Lehrer in Gerswalde gewesen war, in Berlin-Zehlendorf das „Caroline-von-Heydebrand-Heim“, das noch heute existiert. Bei einer Reise nach Arlesheim im Juli 1956 erkrankte Franz Löffler schwer. Ungarisch redend starb er in Arlesheim am 5. November 1956 einen Tag nach der Niederschlagung des Ungarischen Aufstandes.

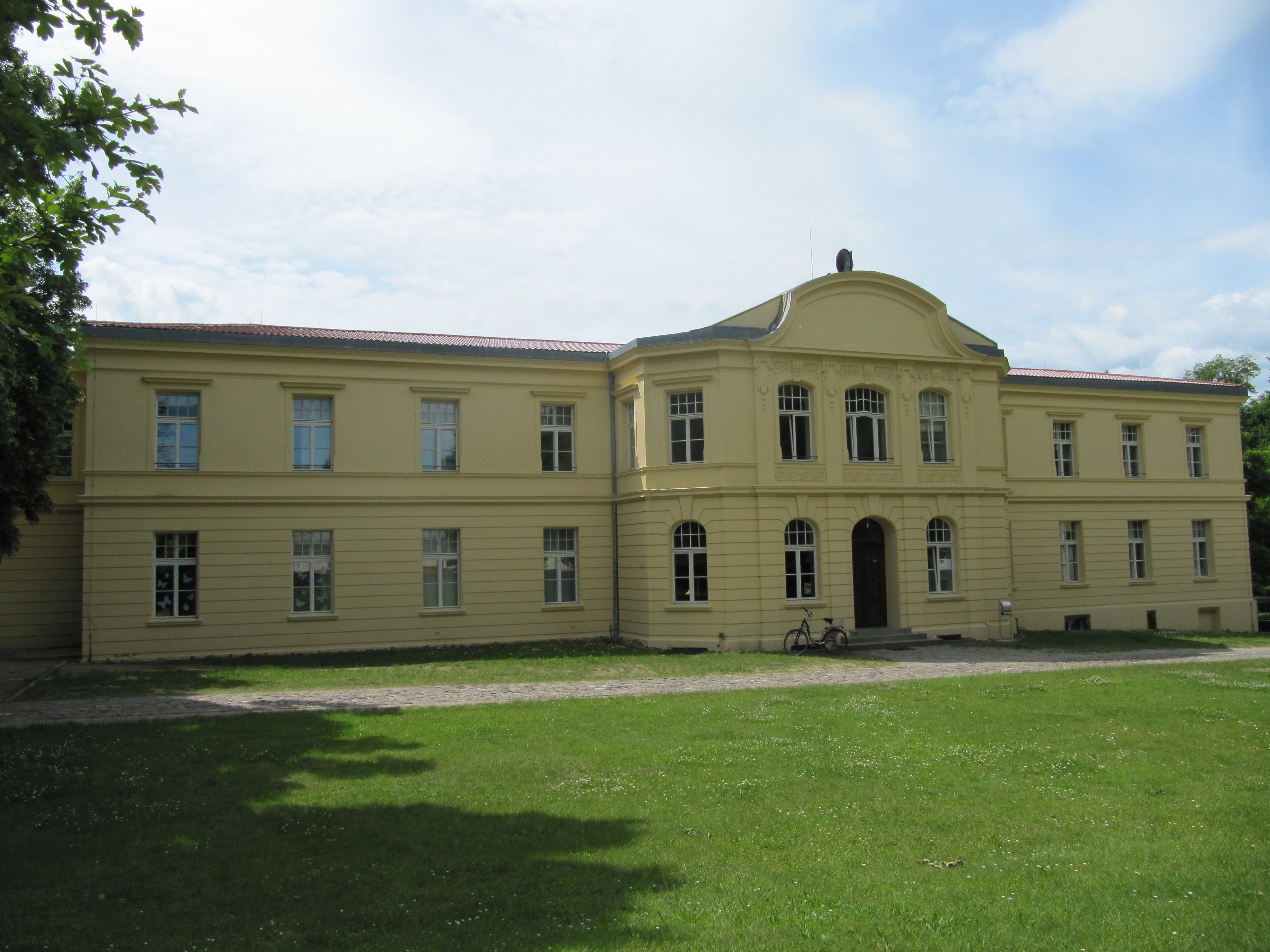
Das heilpädagogische Heim in Gerswalde
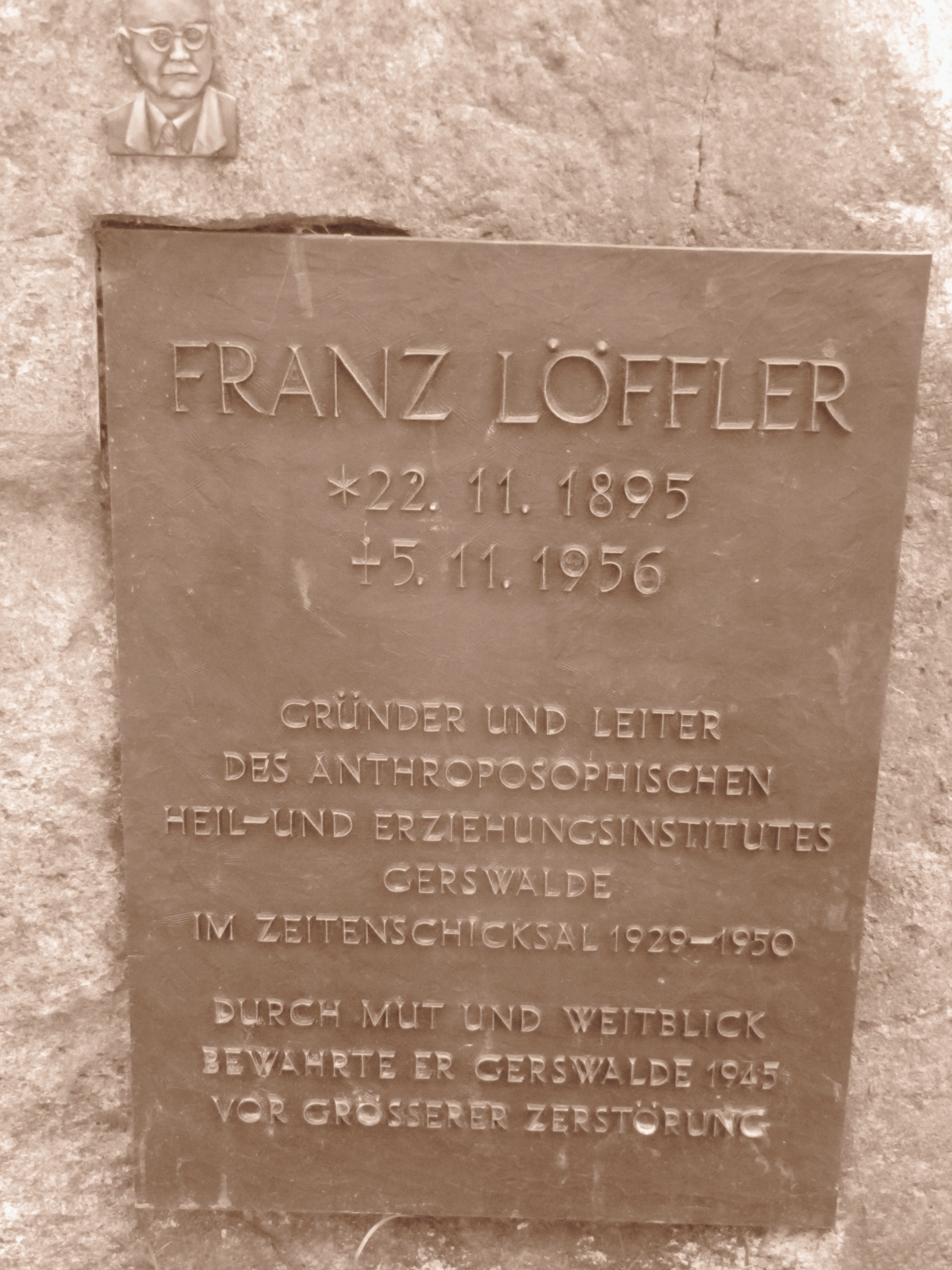
Gedenkstein für Franz Loeffler in Gerswalde